# پشتی فیلم
پشتی فیلم قسمتی از بعضی دوربین‌های قطع متوسط و قطع بزرگ است، که فیلم داخل آن قرار دارد و به تناسب سوژه بر روی دوربین سوار می‌شود. این نوع پشتی برای بعضی از دوربین‌های قطع کوچک هم طراحی و ساخته شده‌ است.

## مزیت
مزیت دوربین‌هایی که دارای پشتی قابل تعویض (Exchangeable) هستند، این است که: مواقعی که عکاس به تناسب رنگ و مشخصات سوژه مورد عکاسی، نیاز به فیلم رنگی، سیاه و سفید، اسلاید، پولاروید یا دیجیتال دارد، می‌تواند با استفاده از یک بدنه و پشتی‌های متعدد که بر روی هر یک، فیلم مورد نظر را سوار کرده‌ است، با تعویض پشتی، بهره گرفته و متناسب موضوع عکاسی نماید.

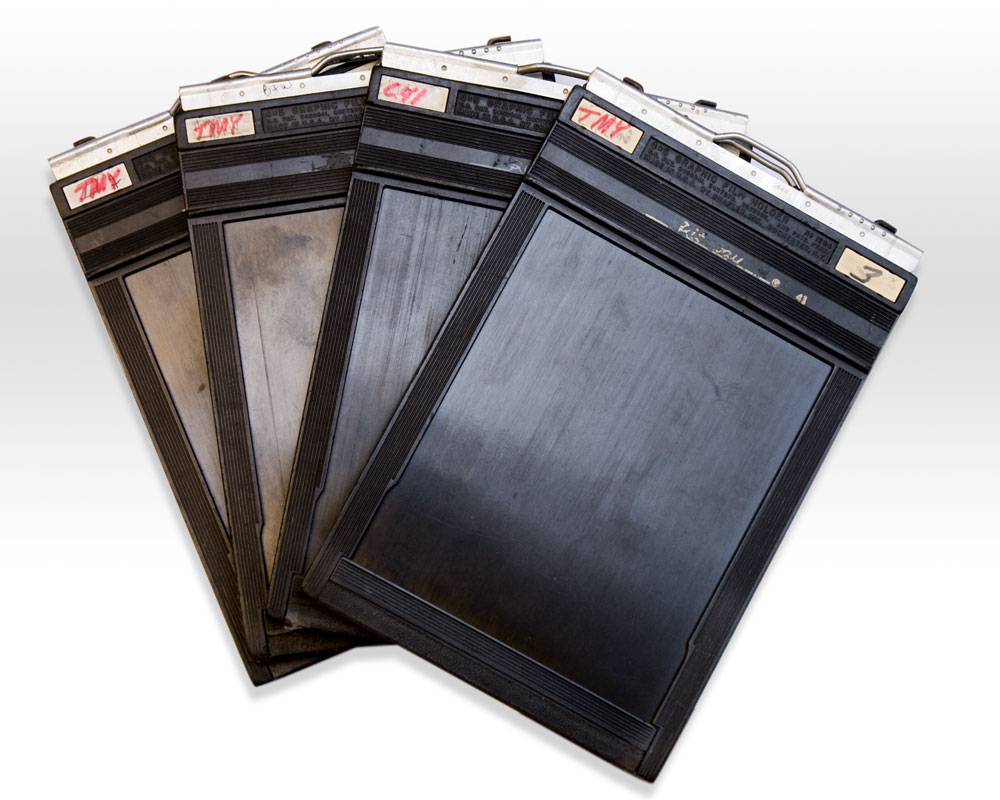
پشتی فیلم برای دوربین قطع بزرگ
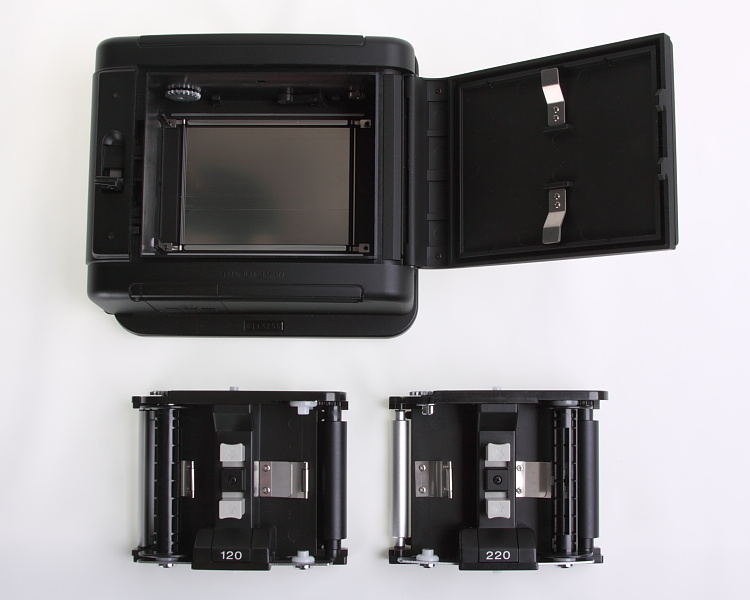
پشتی فیلم رول برای دوربین فوجی
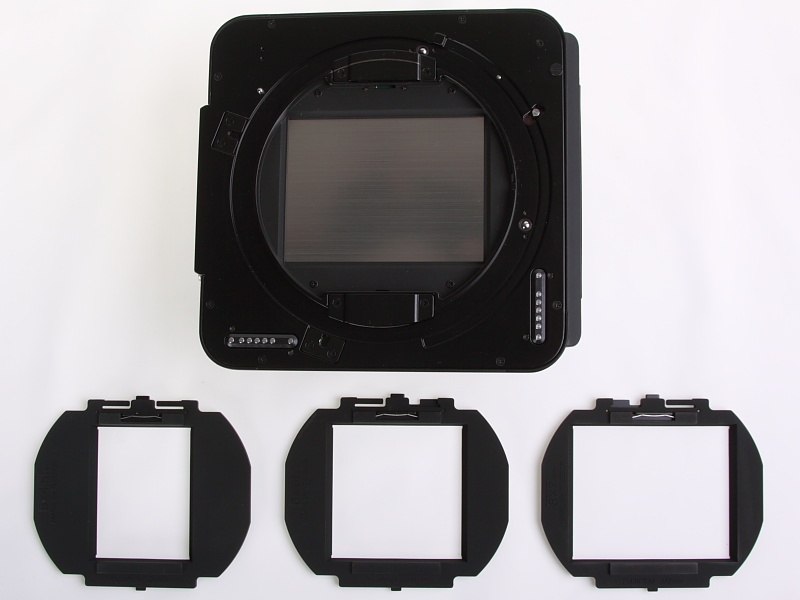
پشتی فیلم رول برای دوربین فوجی با قابلیت ضبط ثصاویر در اندازه‌های ۴٫۵*۶، ۶*۶ و ۶*۷
پشتی‌های متعدد ۱۳۵، ۱۲۰، ۲۲۰ و پولاروید برای دوربین مامیا ۶۴۵

## پشتی دیجیتال
پشتی دیجیتال در زمان ورود تکنولوژی دیجیتال به صنعت دوربین‌سازی به تدریج جایگرین پشتی فیلم گردید. پشتی‌های دیجیتال برای دوربین قطع متوسط طراحی و ساخته شده‌ است که با آداپتورهای مربوطه قابل نصب بر روی دوربین قطع بزرگ نیز می‌باشد. در این پشتی‌ها در محل قرارگیری فیلم منفی (نگاتیو) حسگر (سنسور) قرار داده‌اند که فرایند ثبت تصویر را انجام می‌دهد. به طریقی کاملاً متفاوت با فیلم منفی کار می‌کند با تبدیل نور به امواج الکترونیک تشابه بیشتری با چشم انسان دارد. بیشتر این حسگرها از مشبکی دارای تعداد بسیار زیاد عناصر الکتریکی میکروسکوپی تشکیل شده‌اند که به تعداد مشبک (pixel) شناخته می‌شوند. بدیهی است هرچه تعداد مشبک‌ها (pixel) در یک سطح مشخص بیشتر باشد کیفیت تصویر بالاتر خواهد بود. این حسگرها (سنسورها) در دو نوع (CCD (Charged Coupled Device و (CMOS (complementary metal–oxide–semiconductor ساخته می‌شوند که نوع CCD از تکنولوژی ساخت بسیار پیچیده‌تری برخوردار است. گستره پویایی در پشتی دیجیتال با حسگر CMOS از پشتی دیجیتال با حسگر CCD بیشتر است پیشرفت‌ها در ساخت حسگرها در حال حاضر سریع صورت می‌گیرد.

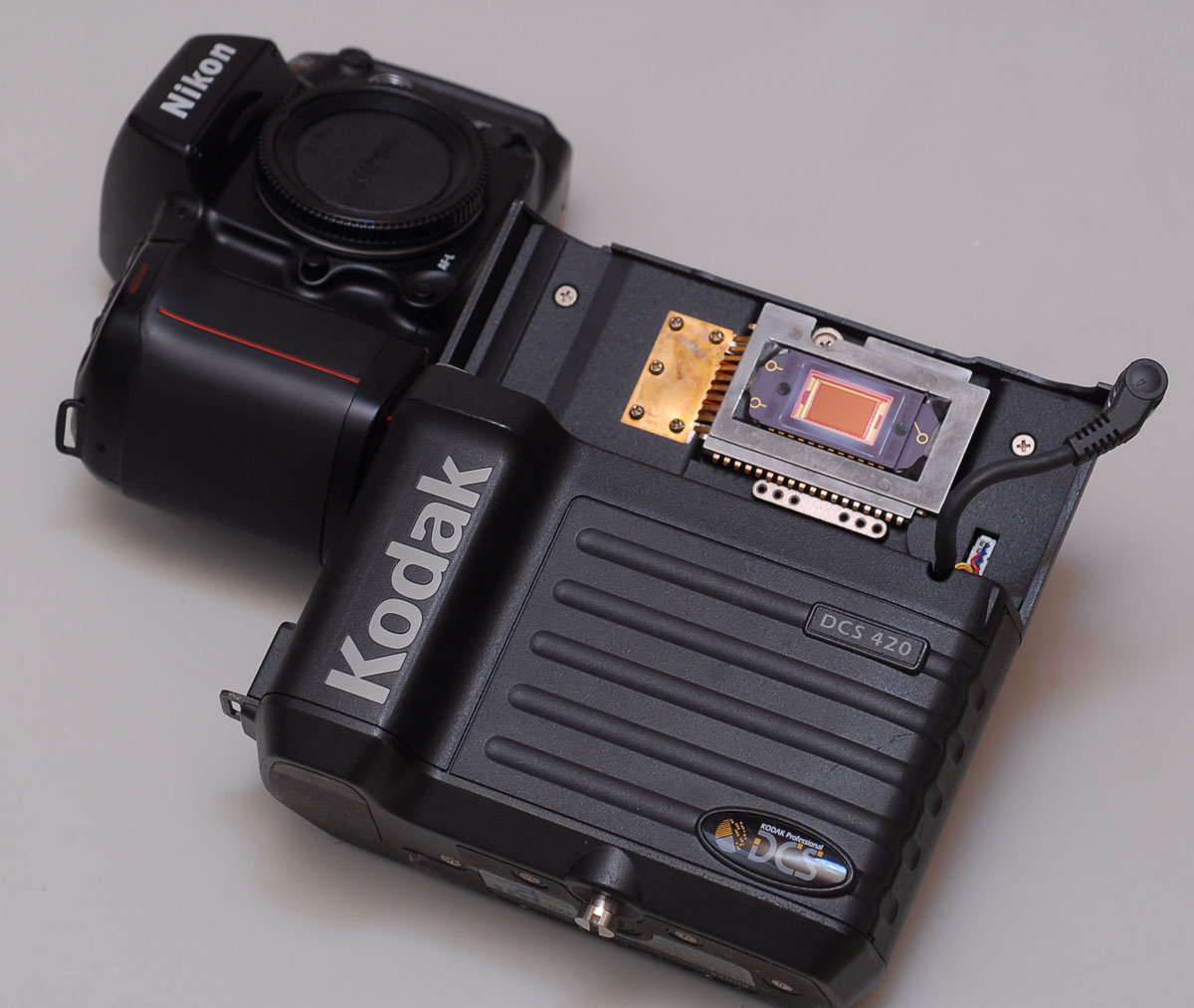
پشتی دیجیتال ساخته شده برای Nikon N90 s/x که یک دوربین SLR است (در کنار دوربین).
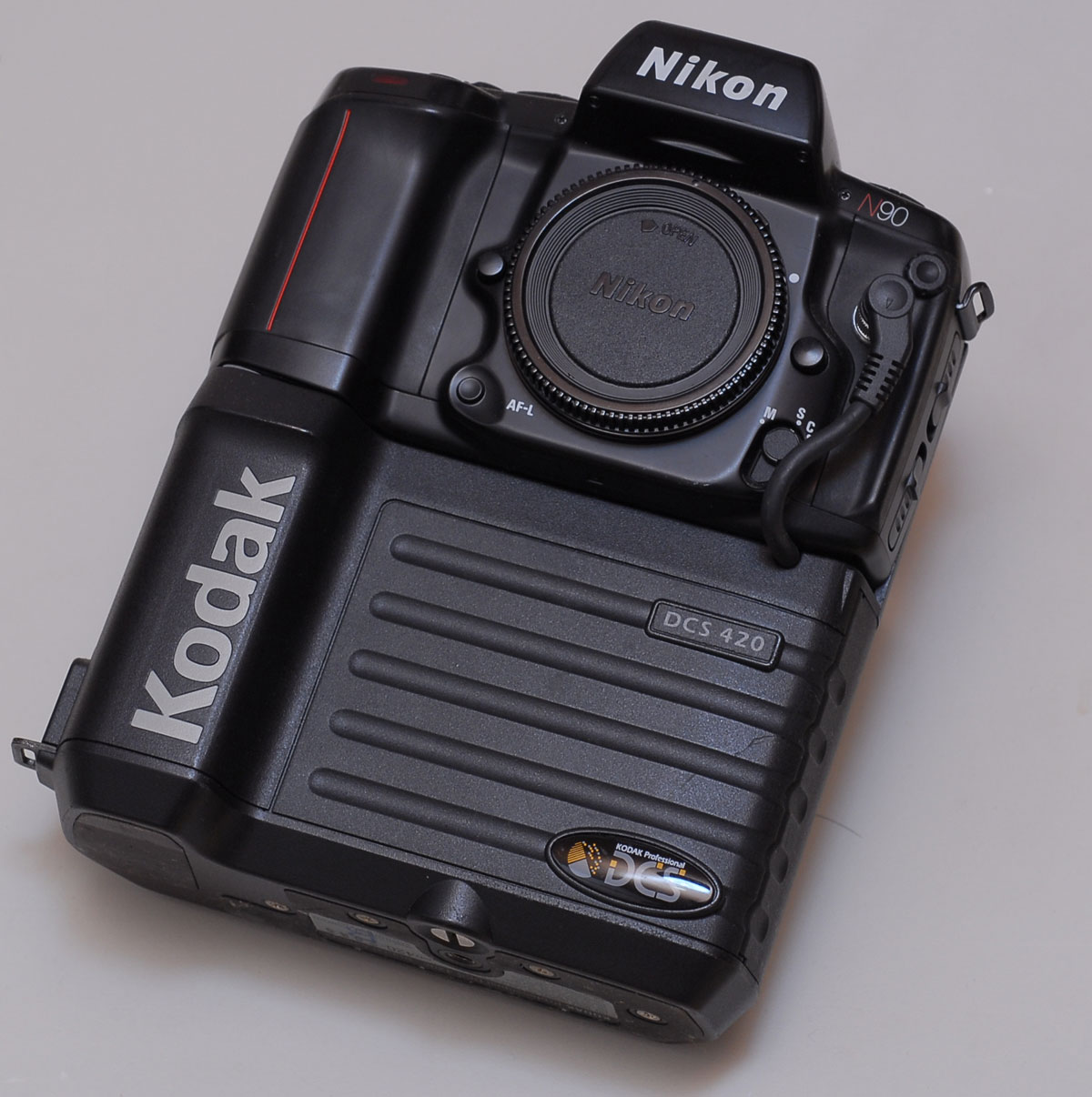
پشتی دیجیتال Nikon N90 s/x سوار شده بر روی دوربین.
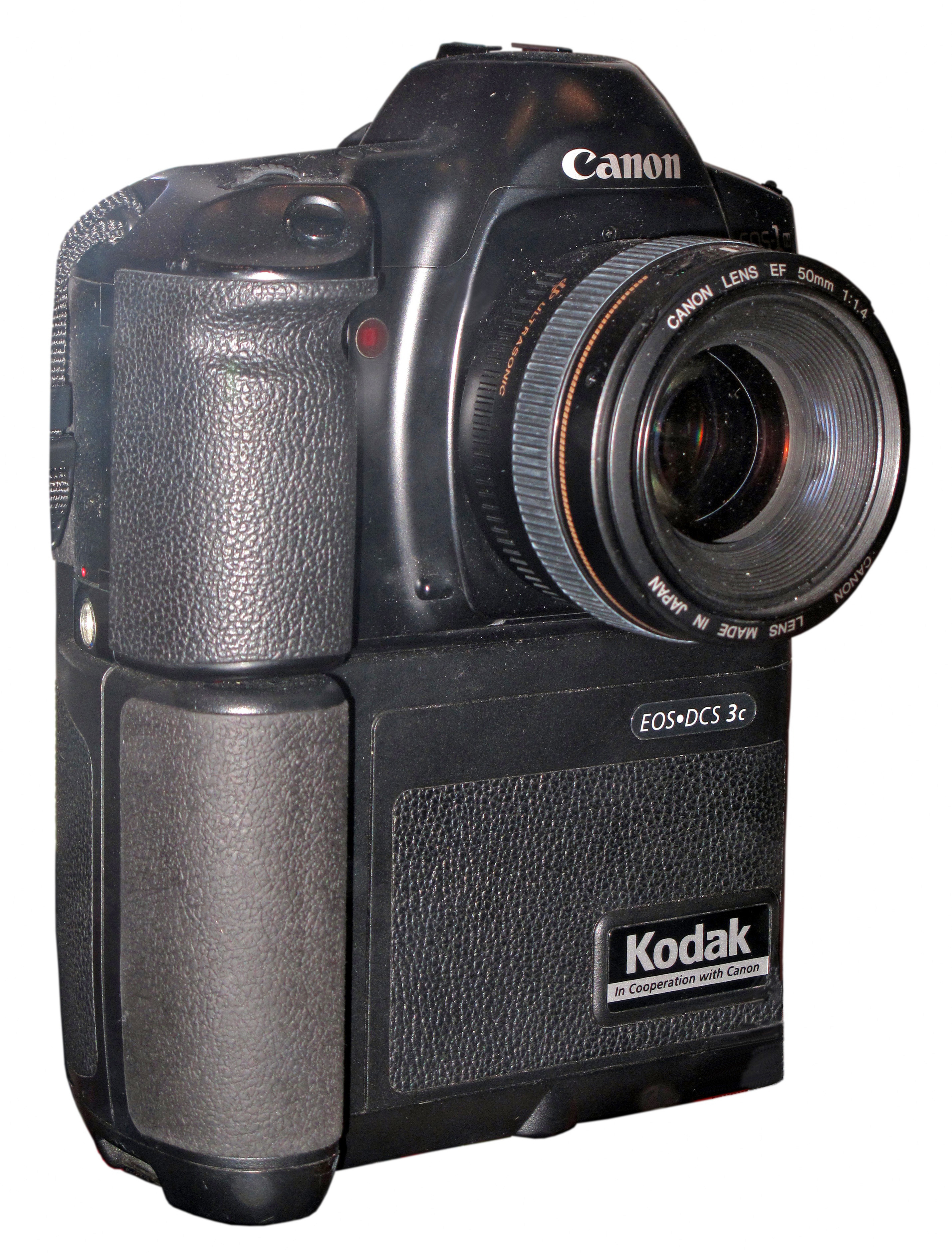
پشتی دیجیتال برای دوربین SLR کانن.

### انواع پشتی دیجیتال
- پشتی دیجیتال با حسگر CCD با رزولوشن‌های مختلف ۴۰، ۶۰و ۸۰ مگا پیکسل
- پشتی دیجیتال مولتی شات با حسگر CCD با رزولوشن ۵۰–۲۰۰ مگا پیکسل
- پشتی دیجیتال برای عکاسی سیاه و سفید با حسگر CCD با رزولوشن ۶۰ مگا پیکسل
- پشتی دیجیتال با حسگر CMOS با رزولوشن ۵۰ مگا پیکسل